# Дербишь
 Дербишь  — хутор в Западнодвинском муниципальном округе Тверской области.

## География
Находится в юго-западной части Тверской области на расстоянии приблизительно 7 км по прямой на юг по прямой от железнодорожной станции в поселке Старая Торопа на восточном берегу озера Шнидкино.

## История
Хутор был отмечен на карте уже только 1991 года. До 2020 года хутор входил в состав ныне упразднённого Староторопского сельского поселения. Ныне представляет собой огороженное частное владение.

## Население
Численность постоянного населения не была учтена как в 2002 году, так и в 2010.